# Douadic
Douadic ist eine französische Gemeinde mit 473 Einwohnern (Stand: 1. Januar 2022) im Département Indre in der Region Centre-Val de Loire; sie gehört zum Arrondissement Le Blanc und zum Kanton Le Blanc. Die Einwohner werden Douadicais genannt.

## Geographie
Douadic liegt etwa 65 Kilometer ostnordöstlich von Poitiers am Suin. Umgeben wird Douadic von den Nachbargemeinden Lingé im Norden, Rosnay im Osten, Le Blanc im Süden und Südwesten, Pouligny-Saint-Pierre im Westen und Südwesten sowie Lureuil im Nordwesten.

## Geschichte

### Internierungslager Douadic
In Douadic bestand von 1939 bis November 1944 ein Internierungslager, das im Laufe seiner Existenz für unterschiedliche Zwecke genutzt wurde. In den von mehreren Reihen Stacheldraht umgebenen etwa 20 Barcken (davon 15 aus Holz), die über eine Kapazität von 450 Plätzen verfügten, wurden anfangs Deutsche als feindliche Ausländer interniert, bevor hier französische und ausländische Flüchtlinge aus der besetzten Zone unterkamen.
Ab November 1940 wurde das Lager Douadic ein betreutes Wohnzentrum für von der Arbeitslosigkeit bedrohte Menschen. Nachdem im September 1941 das Vichy-Regime die Gründung von Centres d'accueil du Servive Social des Étrangers angeordnet hatte, wurde Douadic zu einem Aufnahmezentrum für ausländische Flüchtlinge und beherbergte spanische, polnische und deutsche Flüchtlinge. Einer der ursprünglich polnischen Flüchtlinge, die in Douadic interniert wurden, war der inzwischen staatenlose Léon Kacenelenbogen (1921–2017). Sein Schicksal wird in dem am 1. April 2025 auf arte ausgestrahlten Dokumentarfilm ausführlich dargestellt.
Während der vom Vichy-Regime organisierten Juden-Razzien wurde Douadic vom Spätsommer 1942 an zu einem Sammel- und Sortierzentrum für verhaftete Juden. Am 26. Oktober 1942 wurde Douadic zudem „Umgruppierungszentrum für Juden im Hinblick auf ihre Überstellung in die Besatzungszone“, was in den meisten Fällen die Verlegung ins Lager Lager Nexon als Vorstufe zur Deportation in die deutschen Konzentrationslager zur Folge hatte.
Nach dem Oktober 1944 wurde das Lager Douadic für die Unterbringung deutscher Gefangener genutzt und schließlich auch für die Unterbringung französischer Kollaborateure. Nach dem Ende des Zweiten Weltkriegs wurden die Baracken versteigert und das Lagergelände an seine ursprünglichen Besitzer zurückgegeben.

## Bevölkerungsentwicklung
| Jahr                       | 1962 | 1968 | 1975 | 1982 | 1990 | 1999 | 2006 | 2018 |
| Einwohner                  | 753  | 675  | 566  | 518  | 486  | 440  | 421  | 443  |
| Quellen: Cassini und INSEE |      |      |      |      |      |      |      |      |

## Sehenswürdigkeiten
- Kirche Saint-Ambroix
- Schloss Salvert aus dem 15. Jahrhundert

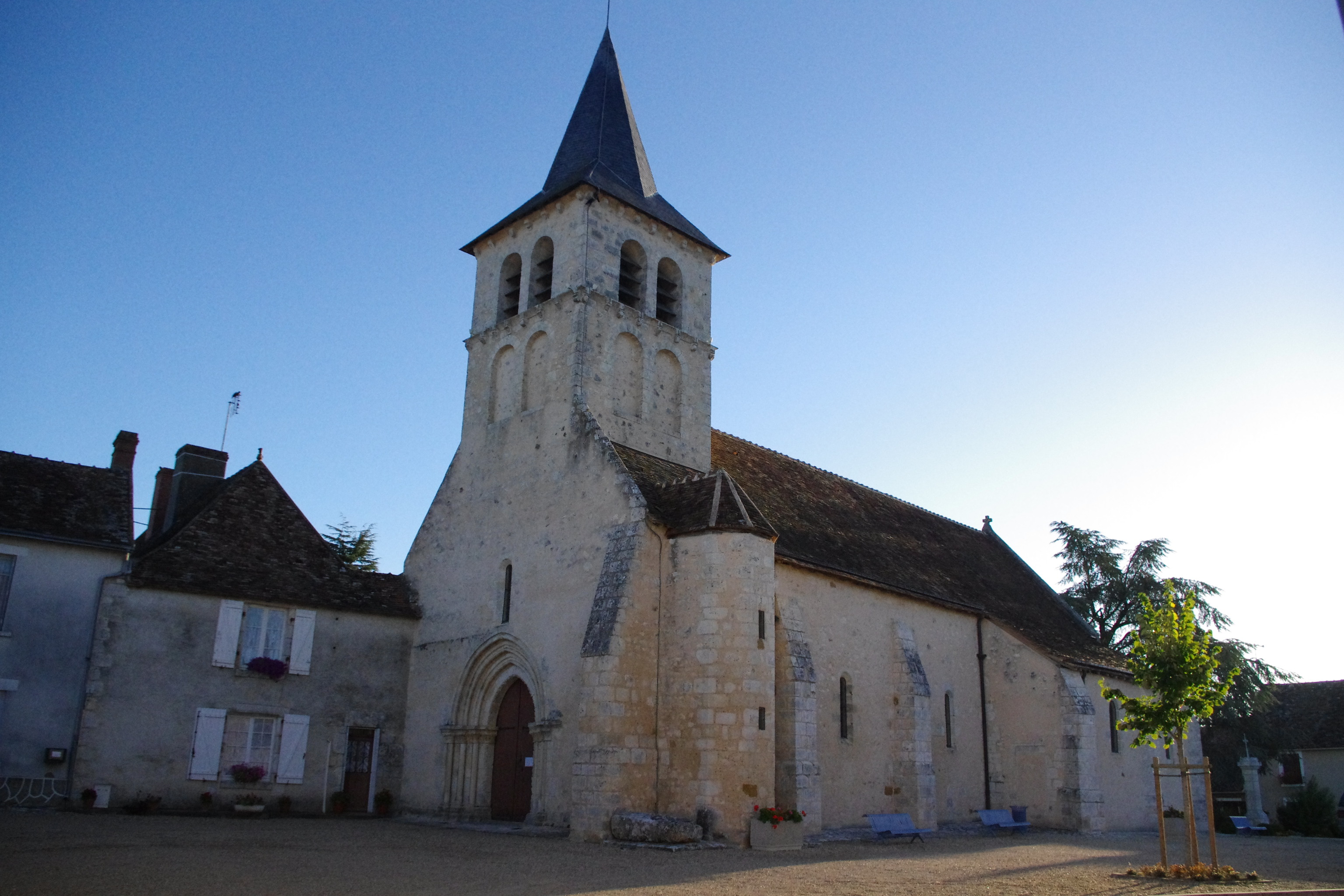
Kirche Saint-Ambroix